# Золотой хребет
 Золотой хребет  — горный хребет на северо-востоке Азии, на территории Чукотского автономного округа. Расположен среди Анадырской низменности. Хребет протянулся вдоль побережья Анадырского залива. Длина хребта — 65 км. Высочайшая вершина — г. Иоанна (1012 м). Сложен в основном кристаллическими сланцами и эффузивами. У южной оконечности хребта располагается пос. Угольные Копи. На Золотом хребте в 1905 г. было обнаружено первое промышленное золото на Чукотке. Здесь в 1906—1908 гг. золото добывал прииск «Дискавери» американской золотодобывающей компании.

г. Иоанна, Золотой хребет

В 2003 году на территории Золотого хребта (г. Улитка) была обнаружена ископаемая флора, датированная позднемеловым и палеогеновым периодом. На северо-западной стороне Золотого хребта в 1939, 2011 была обнаружена ископаемая морская фауна плиоценового возраста.